# Ray Toro
Raymond Manuel Toro-Ortiz (* 15. července 1977) je portoricko-americký kytarista. Je jedním ze dvou doprovodných zpěváků kapely My Chemical Romance až do jejího rozpadu v roce 2013. (V roce 2019 kapela ohlásila svůj návrat).
Hraje na kytaru Gibson Les Paul se snímači Seymour Duncan a reproduktory Marshall. Když byl mladší, poslouchal kapely jako Queen, Metallica, Megadeth, Slayer a jeho největšími vzory jsou Brian May a Randy Rhoads. Jeho rodiče pochází z Portorika. Stejně jako bratři Wayové pochází z Newarku, později se přestěhoval do Belleville, kde chodil na střední školu. Studoval film na William Peterson University.
Před MCR hrál ve skupinách Rodneys a Haggis, s Gerardem Wayem spolu jednou hráli ve skupině Nancy Drew.
Když Gerard pořádal konkurz na kytaristu do kapely, přišel, i když nehrál už tři roky – Gerarda znal z bellevillské střední školy. Gerardova hudba a texty ho uchvátily a ke kapele se připojil jako hlavní kytarista.
Je hudební mozek kapely, píše většinu not.